# Hans-Georg Sachs

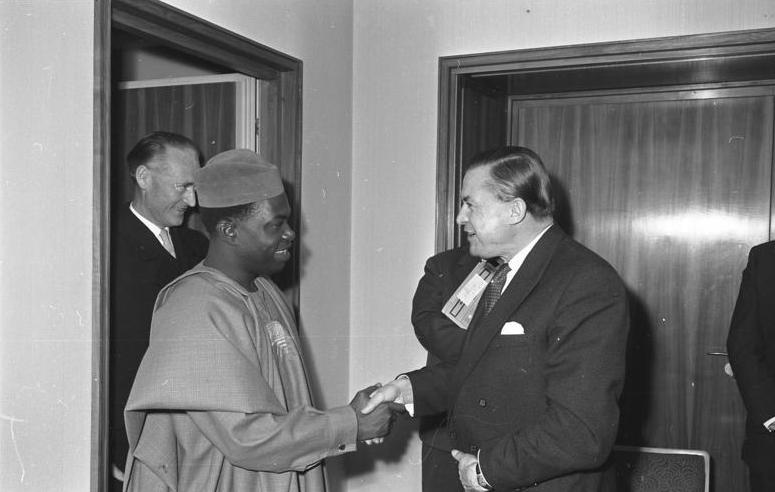
Hans-Georg Sachs bei einem Empfang des Amtes (1. März 1961)

Hans-Georg Sachs (* 9. Juli 1911 in Langenöls, Niederschlesien; † 10. Juli 1975, beim Bergsteigen in den Karawanken, Kärnten verunglückt) war ein deutscher Verwaltungsjurist und Ministerialbeamter. Von 1973 bis 1975 war er Staatssekretär im Auswärtigen Amt.

## Leben
Sachs besuchte das Ernst-Abbe-Gymnasium (Eisenach). Nach dem Abitur  immatrikulierte er sich an der Universität Hamburg für Rechtswissenschaft. 1931 wurde er im Pépinière-Corps Franconia Hamburg aktiv. Er bewährte sich als Consenior. Im März 1932 trat er in die Nationalsozialistische Deutsche Arbeiterpartei. Zum Sommersemester desselben Jahres wechselte er an die Albertus-Universität Königsberg, wo er sich auch dem Corps Masovia anschloss. Nach der Großen juristischen Staatsprüfung und der Promotion zum Dr. iur. 1937/38 war er Assessor in Berlin. 1942 wechselte er vom Reichswirtschaftsministerium zum Auswärtigen Amt. Nach fünf Monaten als Unteroffizier im Afrikakorps geriet er in alliierte Kriegsgefangenschaft. Er konnte noch im selben Jahr nach Berlin zurückkehren und wurde noch im besetzten Italien beim deutschen Generalbevollmächtigten des Auswärtigen Amtes eingesetzt. Danach nahmen ihn die Amerikaner in Automatischen Arrest auf dem Hohenasperg. 
1949 wurde er Leiter des Marshallplan-Büros für die Französische Besatzungszone in Baden-Baden. Von Bundeskanzler Adenauer „freigegeben“, ging er 1952 zurück ins Auswärtige Amt und widmete sich der europäischen wirtschaftlichen Integration. Nach einigen Jahren an der Deutschen Botschaft in Paris wurde er 1958 Ministerialdirigent, 1961 Ministerialdirektor und 1963 Leiter der neu gegründeten Abteilung für Handels- und Entwicklungspolitik im Auswärtigen Amt. Er war Vorsitzender des Handelsausschusses der OECD und Koordinator der westlichen Länder bei der Welthandelskonferenz. Nach acht Jahren als Botschafter bei der Europäischen Gemeinschaft in Brüssel wurde er im Juni 1973 Staatssekretär im AA. Nachdem er im Januar 1975 zum Großen Bundesverdienstkreuz mit Stern noch das Schulterband erhalten hatte, kam er bei einer Bergtour in den Karawanken durch Steinschlag ums Leben. Er war der erste Staatssekretär im Auswärtigen Amt nach Gründung der Bundesrepublik Deutschland, der während seiner aktiven Dienstzeit verstarb. Bei seiner Beerdigung am 15. Juli 1975 in Bad Godesberg sprach unter anderem der damalige Bundesaußenminister Hans-Dietrich Genscher:  

„Er hat sich mit seiner hohen Intelligenz, seinem Fleiß, seinem politischen Weitblick, seiner hohen Pflichtauffassung, mit der Kraft seiner Persönlichkeit und mit nobler Gesinnung unermüdlich für das Wohl der Bundesrepublik Deutschland eingesetzt und sich um diesen Staat, und besonders um seinen Beitrag zum europäischen Einigungswerk, große und bleibende Verdienste erworben.“

Sachs sprach Englisch, Französisch, Spanisch und Italienisch, spielte Tennis und war ein leidenschaftlicher Pianist und Musiker. 1960 erhielt er das  Band des Corps Palaiomarchia.